# Tonight, Tonight, Tonight (Genesis)
Tonight, Tonight, Tonight è un singolo del gruppo musicale britannico Genesis, pubblicato il 23 marzo 1987 come quinto estratto dal tredicesimo album in studio Invisible Touch.

## Descrizione
Il testo del brano, scritto dal cantante e batterista Phil Collins, è incentrato sulla dipenenza dalla droga e cita al suo interno due titoli di canzoni dei Beatles: Carry That Weight e Helter Skelter.

## Video musicale
Il video musicale, diretto da Jim Yukich, è interamente girato in notturna e ritrae i Genesis all'interno del Bradbury Building di Los Angeles, noto fra l'altro come set di alcune scene del film Blade Runner (1982) di Ridley Scott. In altre sequenze, Phil Collins vaga di notte per le strade della città californiana, fra scene di violenza urbana e locali notturni affollati da prostitute e punk.

## Classifiche
| Classifica (1987)                | Posizione massima |
| -------------------------------- | ----------------- |
| Belgio (Fiandre)                 | 40                |
| Canada                           | 19                |
| Germania                         | 23                |
| Irlanda                          | 9                 |
| Italia                           | 33                |
| Nuova Zelanda                    | 42                |
| Regno Unito                      | 18                |
| Stati Uniti                      | 3                 |
| Stati Uniti (adult contemporary) | 8                 |
| Stati Uniti (mainstream rock)    | 9                 |